# Paolo Montoya
Pour les articles homonymes, voir Montoya.
Montoya  Cantillo est un nom espagnol. Le premier nom de famille, en général paternel, est Montoya ; le second, en général maternel, souvent omis, est Cantillo.
Paolo Cesar Montoya Cantillo, né le 15 juin 1985 à San José, est un coureur cycliste costaricien spécialiste de VTT cross-country. Il termine 36e de l'épreuve olympique 2012.

## Palmarès sur route
- 2006
  -  Champion du Costa Rica du contre-la-montre espoirs
  - 1re étape de la Vuelta de la Juventud Guatemala (contre-la-montre)
- 2013
  - 6ea étape de la Vuelta a la Independencia Nacional

## Palmarès en VTT

### Championnats panaméricains
- 2008
  -  Médaillé d'argent du cross-country
- 2016
  -  Champion panaméricain de cross-country marathon

### Championnats nationaux
- 2010
  - 3e du championnat du Costa Rica de cross-country
- 2011
  - 3e du championnat du Costa Rica de cross-country
- 2012
  -  Champion du Costa Rica de cross-country
- 2013
  -  Champion du Costa Rica de cross-country
- 2014
  - 3e du championnat du Costa Rica de cross-country
- 2015
  -  Champion du Costa Rica de cross-country
  - 3e du championnat du Costa Rica de cross-country eliminator
- 2016
  -  Champion du Costa Rica de cross-country marathon
- 2018
  - 3e du championnat du Costa Rica de cross-country
- 2019
  - 2e du championnat du Costa Rica de cross-country marathon
- 2021
  - 2e du championnat du Costa Rica de cross-country
- 2022
  - 2e du championnat du Costa Rica de cross-country
- 2023
  - 2e du championnat du Costa Rica de cross-country short track
  - 2e du championnat du Costa Rica de cross-country
  - 3e du championnat du Costa Rica de cross-country marathon
- 2024
  - 2e du championnat du Costa Rica de cross-country
- 2025
  - 2e du championnat du Costa Rica de cross-country